# محافظة غاوتاي
محافظة غاوتاي (بالصينية: 高台县) هي محافظة في الصين، تقع في زهانغي، بلغ عدد سكانها 143,446 نسمة، تبلغ مساحتها 4,312 كيلومتر مربع، رمزها البريدي هو 734300.